# 発泡金属

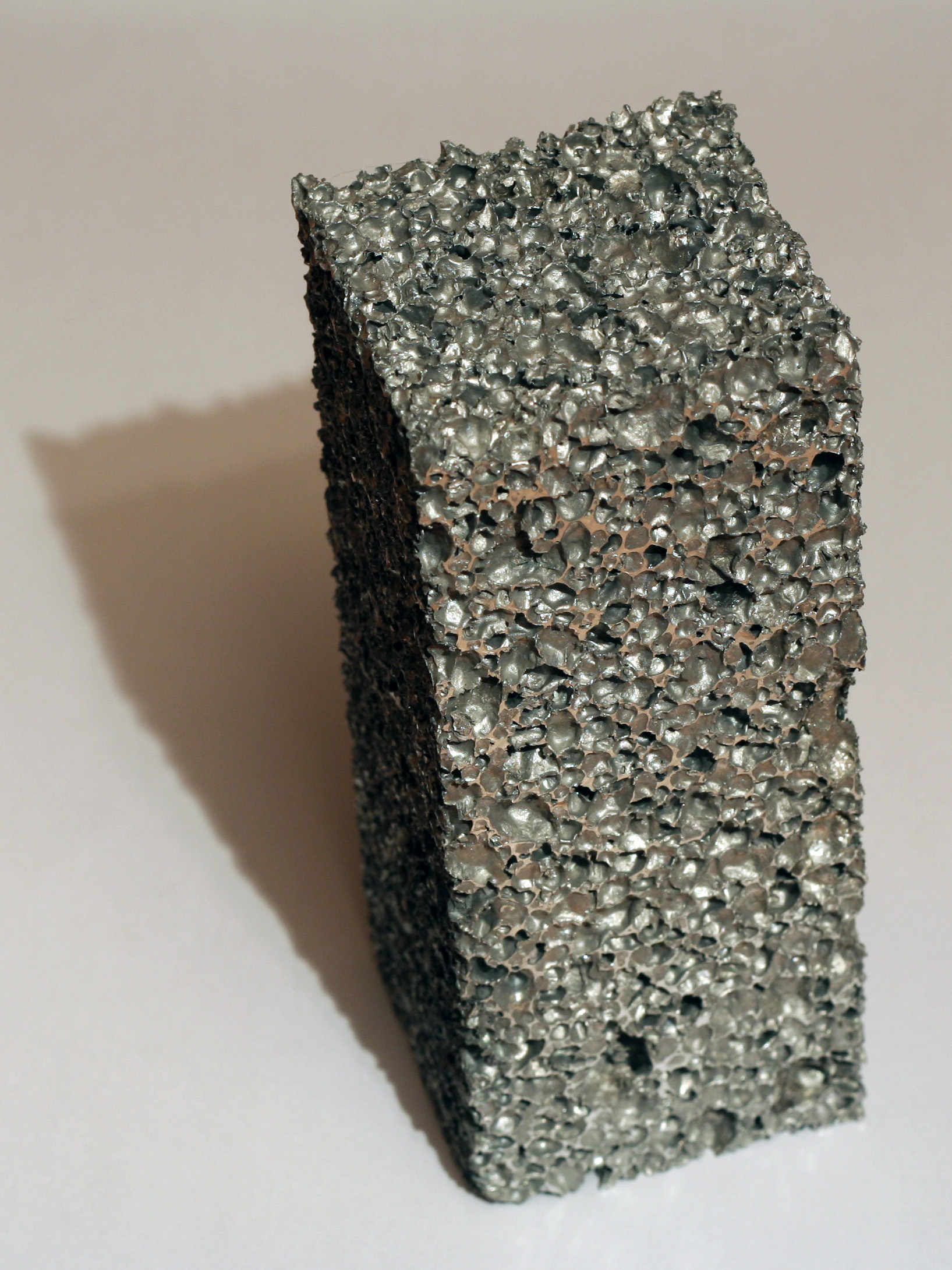
気泡化した アルミニウム

発泡金属とはガスによる小さな空間を多量に有する、金属(アルミニウムのものが多い)のセル状の構造物。気泡はそれぞれ独立しているものもあれば（単独気泡体）、お互いに繋がっているものもある（連続気泡体）。発泡金属の特徴は気孔を大量に保有していることであり、大抵その75-95%が空洞である。気泡化した金属の強度はその密度と冪乗則である。つまり密度が20%の固体は密度が10% の固体の2倍以上の強度を持つ。
発泡金属は大抵その原料の物性を保有する。不可燃金属から作られたものは燃えず、通常元の金属に戻すことが可能である。熱伝導率は低下するが、熱膨張率は変わらない。

## 連続気泡体

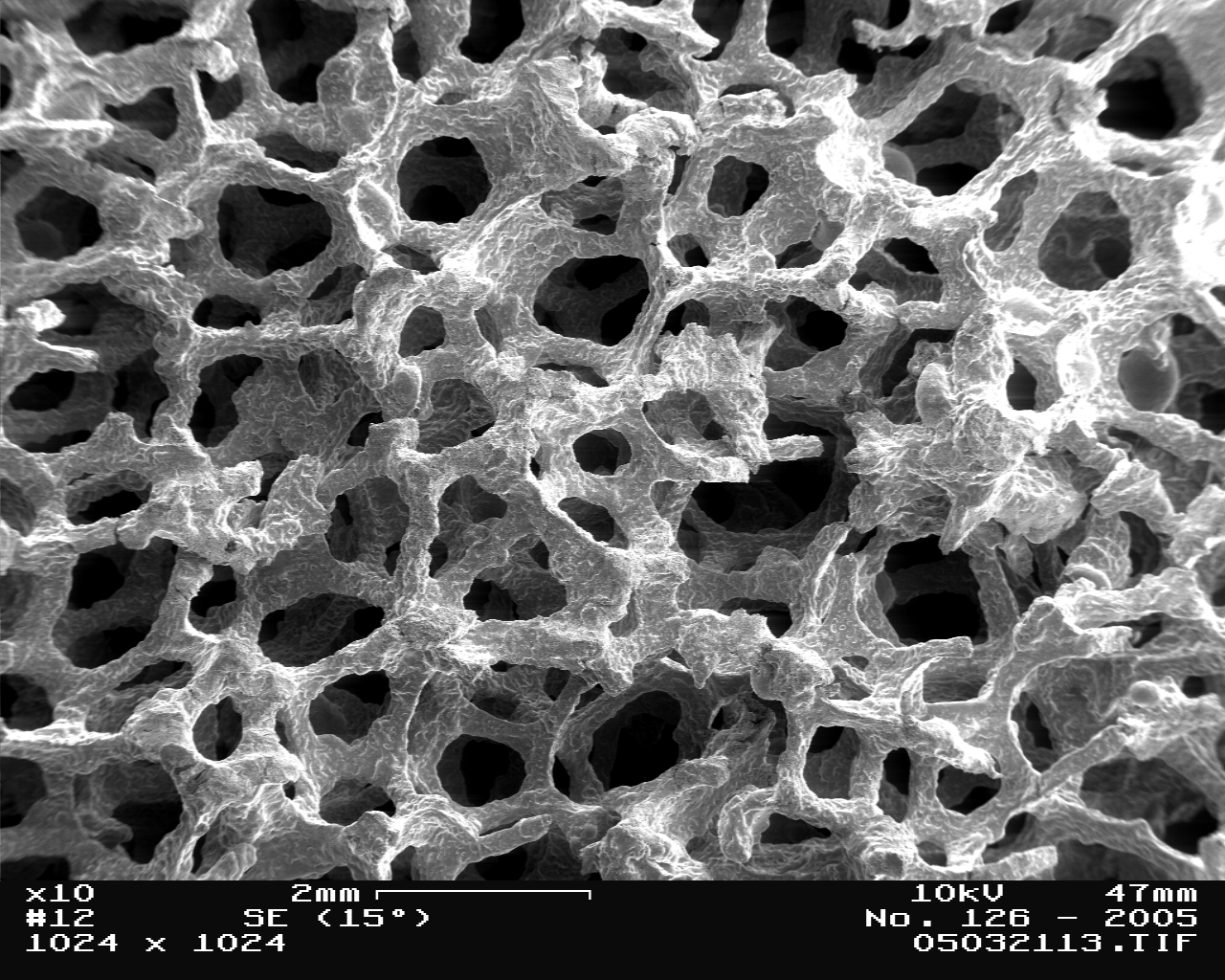
連続気泡体の発泡金属

連続気泡体である発泡金属は通常、連続気泡体である発泡ポリウレタンのような構造であり、熱交換器（CPUの冷却装置、低温貯蔵タンク）、エネルギーの吸収、液体の拡散防止、軽量のレンズに利用される。原価が高いため、大抵は航空宇宙や製造の分野で利用される。
肉眼では見えないほど小さな気泡を有する連続気泡体は、化学産業で高温フィルターとして利用される。
発泡金属は現在、圧力の低下を犠牲にして熱交換の効率を高めるため、小型熱交換器の分野で利用される。. 実質的に熱交換器のサイズを小さくすることは可能で、製造コストも低く抑えることが出来る。製造するためには、周期的構造や平均的な巨視的特性を使用する。

## 単独気泡体
単独気泡体である発泡金属は、1926年メラーによってフランスで特許が取得された。これは気泡を作るため軽い金属に対し不活性ガスを注入したり、それを膨らませたりする。 その後、ベンジャミン・ソスニクがスポンジ状の金属に対する二つの特許を1948年と1951年に取得。これは水銀の蒸気で液体アルミニウムを膨らませると言うものだった。
単独気泡体の発泡金属は1956年頃からビョークステン研究所のジョン・Ｃ・エリオットによって発達した。最初の試作品は50年代に完成したものの、商品となる物は90年代に日本の神鋼鋼線工業株式会社によって開発された。発泡金属は、通常ガスや発泡剤（大抵TiH2）を溶けた金属に注入することにより作られる。溶けた金属の泡を安定させるため、高温の発泡剤（ナノ、またはマイクロメートルの大きさの微粒子）が必要となる。気孔の大きさは通常１から８ミリメートル。
単独気泡体の発泡金属は元来、自転車用ヘルメットに使われる発泡ポリマーのような衝撃吸収材として利用された（実際はより大きな衝撃用として）。多くの発泡ポリマーとは違い、発泡金属は衝撃の後、元の形に戻らないため一度しか利用することができない。発泡金属は軽く、通常元となる金属（大抵はアルミニウム）の10%から25%の密度しかない。また、 発泡金属は堅く曲がりにくいため、よく構造材料に使うよう提案される。しかしながらこの目的には、まだ一般的には使われていない。 
単独気泡体は防火性があり、再利用が可能である。また、水に浮くという特性も持っている。

## 整形外科での利用
発泡金属は動物への義肢の実験としても使われ始めている。この際、骨にドリルで穴を開け、成長した骨が挿入された発泡金属の中に入ることにより永続的に繋がる。整形外科では、タンタルとチタンによって作られた発泡金属が使われる。これは強度が高く、錆にも強く、生体組織にもなじみやすいからである。

### 哺乳類での臨床研究
最も有名な例は、ロバート・テイラー博士によって行われたシベリアン・ハスキーのトライアンフであろう。トライアンフの後ろ脚は、両方ともが発泡金属で出来た義足である。哺乳類での臨床研究で、チタンの発泡金属のような穴の多い金属は、血管系がその穴の中を通ることを証明した。

### 人間を対象とした整形外科での利用
より最近、整形外科装置の製造企業は理想とするオッセオインテグレーションを実現するため、気孔構造や発泡金属コーティングを使用した装置を作り始めた。

## 自動車での利用
発泡金属は現在自動車への新たな素材として注目されている。主な目的は騒音軽減、軽量化、そして事故時の衝撃の吸収力の向上である。軍事での応用としては、即席爆発装置の衝撃への耐久力向上である。
現在注目されている発泡金属は、密度の低さからアルミニウムとその合金である（0.4 – 0.9 g/cm3）。また、これらの発泡金属は剛性も耐火性も高く、有害ガスを出すこともなく、再利用も可能で（カーボンフットプリントが減る）、高能力な衝撃吸収、低い熱伝導率、低い透磁性、そして騒音軽減に効果的である（特に空洞部分と比較して）。発泡金属を自動車の空洞部分に入れることにより、事故や騒音を引き起こす振動への弱点を軽減することができる。これらの発泡金属は他の空洞部分と比較し、粉末冶金により製造コストが安い。
自動車に使われる発泡ポリマーと比較し、発泡金属は堅く、強く、衝撃吸収力も高い。耐火性も高く、紫外線、湿度、気温の変化に対しても強い。しかしながら、重く、値段が高く、断熱性がない。
発泡金属の技術は自動車の排気ガスの対処法としても応用されている。従来のコーディアライトセラミックを基質に使った触媒コンバーターと比べ、発泡金属基質はより良い熱伝導率とより少ないプラチナ触媒を使用する可能性を秘めた物質移行特性（乱流）を示している。.

## 写真

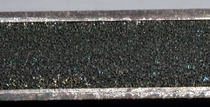
鋼鉄で出来た、小さな気泡を持つ単独気泡体の発泡金属
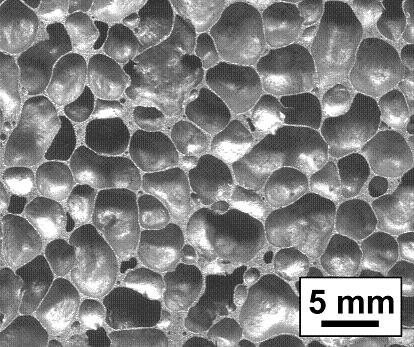
溶けたアルミニウムから作られた、大きな気泡を持つ単独気泡体の発泡金属
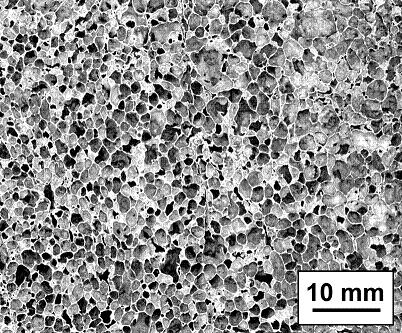
アルミニウムで出来た、小さな気泡を持つ単独気泡体の発泡金属
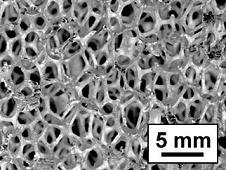
アルミニウムで出来た、連続気泡体の発泡金属
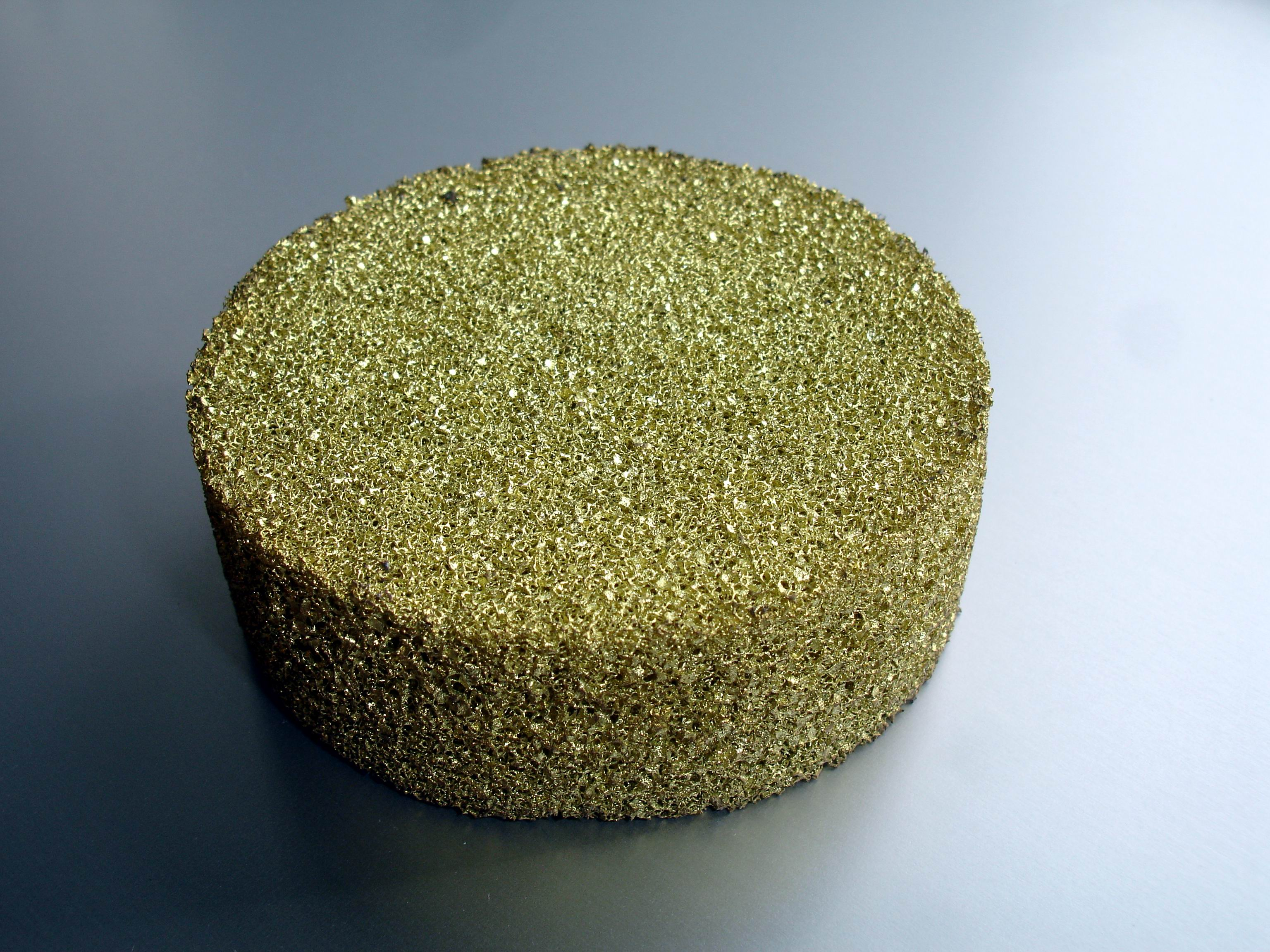
真鍮で出来た、連続気泡体の浄水盤